# José de Araujo y Río
José de Araujo y Río (Lima, Virreinato del Perú, s.f. - Madrid, Imperio Español 1777) fue un funcionario español nacido en Lima y que ocuparía el cargo de Presidente de la Real Audiencia de Quito. Sería junto a Antonio Fernández de Heredia, y a Felix Sánchez de Orellana uno de los Presidentes de la Audiencia criollos. 

## Reseña biográfica

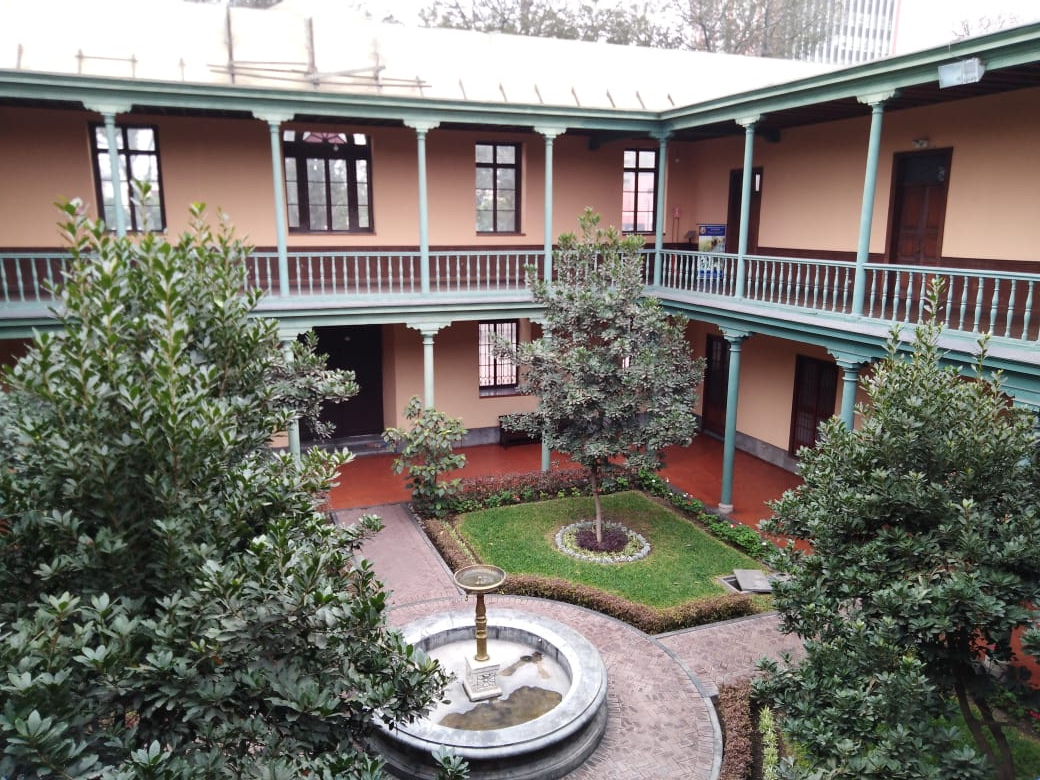
Universidad San Marcos

Se desconoce de sus orígenes familiares salvo el hecho de que fue hijo de don Francisco de Araujo y de doña Cándida del Río y Salazar. Sus estudios los cursó en el Colegio de San Martín y terminó graduándose de Licenciado en Derecho en la Universidad de San Marcos, carrera similar a la de Antonio Fernández de Heredia. 

### Presidente de la Audiencia de Quito
Sería designado como Presidente el 30 de diciembre de 1736 y se quedaría en el cargo hasta 1743, por lo que la duración de su mandato fue intermedia, habiendo Presidentes de la Audiencia que estuvieron cerca de 3 años y otros que llegaron a la década o incluso la superaron como en el famoso caso de Antonio de Morga a inicios del siglo XVII. Tuvo mucho tacto para poder gobernar la Audiencia buscando crear alianzas y consensos entre los terratenientes, encomenderos, exportadores en la costa otros funcionarios y el clero. Se recuerda que compró el cargo por un total de ocho años, práctica que se llevó a cabo en otras ocasiones durante el siglo XVIII. Sin embargo solamente logró gobernar por un periodo de siete años, entre otras cosas por los problemas que tuvo con los científicos de la misión geodésica.  
Durante su periodo presidencia recibió a los científicos franceses y españoles de la Misión Geodésica, hecho relevante para Ecuador en el siglo XVIII. Se conoce además que tuvo serios enfrentamientos con Jorge Juan y Antonio de Ulloa, especialmente con el segundo, algo que fue completamente diferente al trato que gozaron bajo el gobierno de Dionisio Alcedo y Herrera.

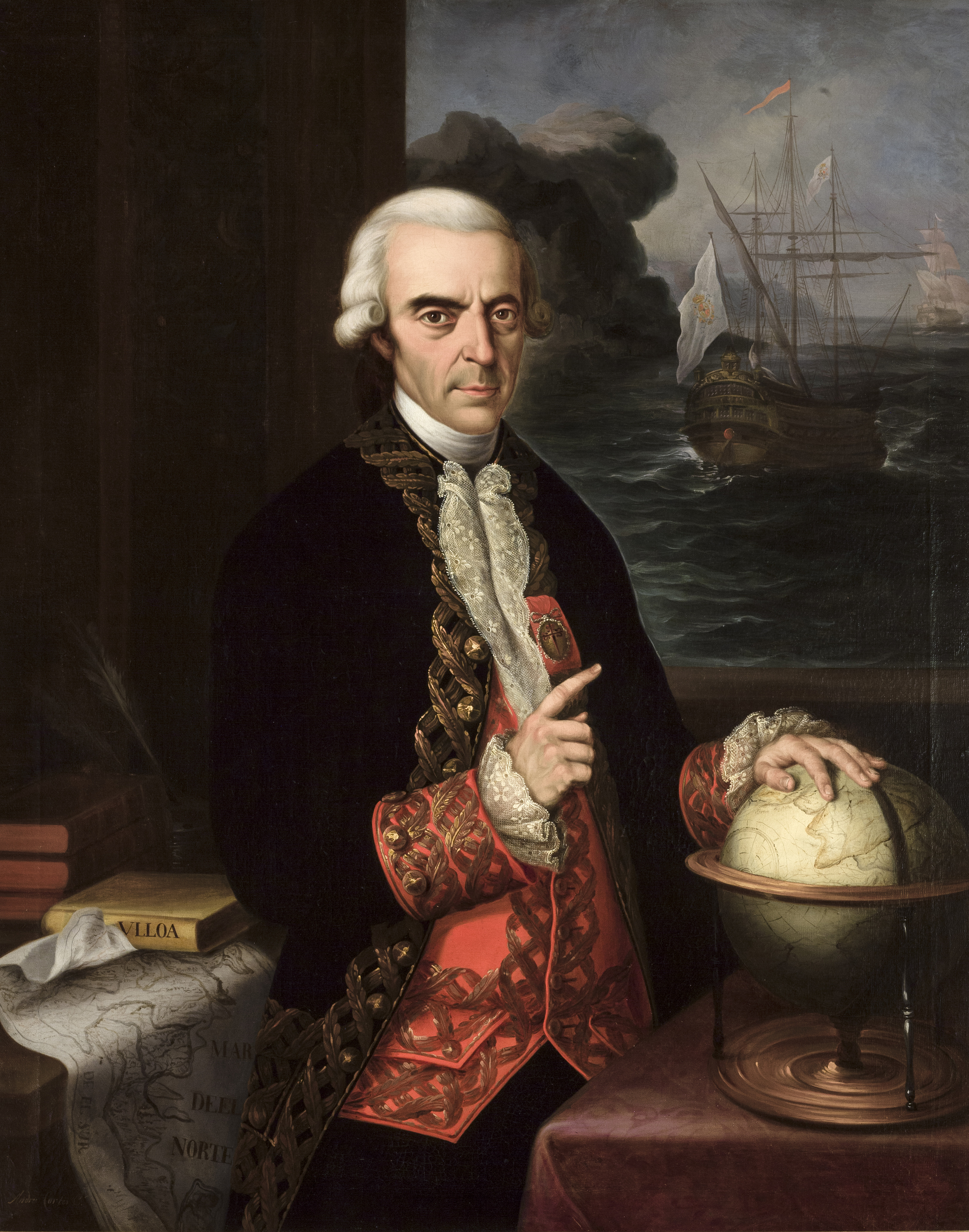
Almirante Antonio de Ulloa

El historiador Pimentel resume el hecho de la siguiente manera:

En 1736 arribaron a Quito pero su carácter y juventud le hicieron chocar con el presidente de la Audiencia Dr. José de Araujo y Ríos a fines del 37, cuando Ulloa le mandó una carta, dándole únicamente el tratamiento de Merced y no de Señoría. Entonces el presidente la devolvió con el paje y lleno de indignación tuvo términos muy fuertes para el joven Ulloa, que al enterarse de ellos entró a la recámara del palacio donde se hallaba Araujo enfermo y le apostrofó con los peores términos, faltándole el respeto a gritos. El presidente castigó su osadía mandándole a la cárcel, pero haciendo al mismo tiempo la gracia de que guarde prisión en su casa. Ulloa se burló de esa orden y anduvo públicamente por Quito, abusando de su fuero de marino. Tanta insolencia hizo que Araujo consultara el asunto con la Audiencia. El Fiscal opinó a favor del fuero pero los Ministros dictaminaron orden de prisión. Esa tarde Ulloa se hallaba conversando con Jorge Juan en la portería del colegio de los Jesuitas cuando fue sorprendido por un Alguacil y dos gendarmes y aunque se defendió con fuerza, fue tomado de las piernas y lanzado al suelo. Entonces Juan desenvainó su espada e hirió levemente a los guardianes, circunstancia que aprovechó Ulloa para correr hacia el interior del Colegio donde pidió asilo. Allí estuvo varios días hasta que los ánimos se apaciguaron y Araujo le permitió la salida con la condición que fueran ambos jóvenes a sincerarse con el Virrey del Perú. Después subió el expediente a conocimiento del Consejo de Indias, que falló sin mayores consecuencias para las partes.
Diccionario biográfico del Ecuador

### Reivindicación real
Fue depuesto de su cargo en 1743 ante lo que presentó una apelación al Consejo de Indias. A partir de aquello logró conseguir una licencia del Virrey de Lima con lo que buscaría viajar a la capital de la monarquía, Madrid, todo esto con el objetivo de defender su honor ante lo cual el consideraba calumnias que habían sido la causa del find e su mandato. En el expediente que terminó emitiendo el Real Consejo terminó llegando a un fallo definitivo sumamente honroso, y positivo para José ya que fue declarado como "buen Ministro, íntegro, celoso y observante de las leyes, órdenes y cédulas de Su Majestad." Por esta razón después sería nombrado Presidente de la Audiencia de Guatemala por el entonces rey Fernando XVII. La compensación que recibió se debe a que según la designación ordinaria del rey, debía gobernar por ocho años en la Presidencia de Quito, algo que fue interrumpido por lo que se le compensó con un total de 22 mil pesos. Al final de sus días iría a España y moriría en Madrid en 1777.